# Sabine Herold
Sabine Herold (nascido a 8 de julho de 1981) é um ativista liberal clássico francês e porta-voz principal do Alternative Libérale, um partido político liberal/libertário francês.

## Biografía
Herold nasceu em Reims, França. Os seus pais são professores. É estudante de administração pública no Instituto de Estudos Políticos de Paris e mestre em administração pela HEC Paris. Desde 2002, é editora e porta-voz do Liberté chérie (Beloved Liberty), um think tank libertário francês. Sabine Herold tornou-se conhecida em 2003, quando liderou um protesto de 80 mil membros que pedia reformas em França e exigia uma atitude responsável dos sindicatos. A sua postura anti-sindical levou a que fosse descrita como a "nova Joana D'Arc".
Tem refletido frequentemente sobre as políticas implementadas pela primeira-ministra britânica Margaret Thatcher e é comummente chamada de "Mademoiselle Thatcher" nos jornais, uma comparação que considera um elogio.
Casou com o líder da Alternativa Libérale, Édouard Fillias, em setembro de 2006. Foi candidata às eleições parlamentares de 2007 em Paris contra a conservadora Françoise de Panafieu.

## Livros
- Liberté, liberté chérie, Sabine Herold e Édouard Fillias, Les Belles Lettres, 2003, ISBN 2-251-44247-2
- Le manifeste des alterlibéraux, Edouard Fillias, Aurélien Véron, Ludovic Lassauce, Jean-Paul Oury e Sabine Hérold